# Nick Carter, Master Detective
Pour plus de détails, voir Fiche technique et Distribution.
Nick Carter, Master Detective est un film d'espionnage américain en noir et blanc réalisé par Jacques Tourneur, sorti en 1939.

## Synopsis
John Keller, l'inventeur d'un nouvel avion révolutionnaire, se rend à l'usine de Radex Airplane Factory en Californie en compagnie de Nick Carter, qui voyage sous le nom de Robert Chalmers, assistant du directeur de l'usine Hiram Streeter. Une fois en vol, le pilote feint une panne de moteur et atterrit. Il a en fait rendez-vous avec un groupe d'espions qui veulent voler les plans de Keller. Nick déjoue leur plan et, avec l'aide de l'hôtesse Lou Farnsby, pilote l'avion et ses passagers jusqu'en Californie. À l'usine Radex, Streeter explique à Nick que des plans secrets ont été volés, malgré une sécurité renforcée. L'avenir de l'usine est lié au développement de l'avion de Keller et c'est pour enquêter sur ces vols que Streeter a fait venir Nick Carter. La liste de suspects de Nick inclut Lou, et il demande à Streeter de l'employer à l'infirmerie. Nick est aidé dans son enquête par Bartholomew, un détective amateur. Lorsqu'un sabotage détruit le nouvel avion lors d'un vol d'essai, Nick commence à suspecter Keller, mais ce dernier est assassiné. Quand Nick attrape un des patients du Dr Frankton avec des photos des plans dans ses bandages, Frankton réalise qu'il est sur le point d'être arrêté et prend Lou en otage. Frankton s'enfuit par bateau de l'usine, avec Nick et à sa poursuite en avion. Finalement, Bartholomew et la police du port arrivent pour arrêter les espions.

## Fiche technique
- Titre original : Nick Carter, Master Detective
- Réalisation : Jacques Tourneur
- Scénario : Bertram Millhauser, d'après une histoire de Bertram Millhauser et Harold Buckley
- Direction artistique : Cedric Gibbons
- Décors : Edwin B. Willis
- Photographie : Charles Lawton Jr.
- Son : Douglas Shearer
- Musique : Edward Ward, Daniele Amfitheatrof (non crédité)
- Montage : Elmo Veron
- Production : Lucien Hubbard
- Société de production : Metro-Goldwyn-Mayer
- Société de distribution : Loew's
- Pays d'origine :  États-Unis
- Langue originale : anglais
- Format : noir et blanc — 35 mm — 1,37:1 — son Mono (Western Electric Sound System)
- Genre : Film policier
- Durée : 60 minutes
- Date de sortie :
  - États-Unis : 13 décembre 1939 (New York)

## Distribution
- Walter Pidgeon : Nick Carter alias Robert Chalmers
- Rita Johnson : Lou Farnsby
- Henry Hull : John A. Keller
- Stanley Ridges : Le docteur Frankton
- Donald Meek : Bartholomew
- Addison Richards : Hiram Streeter
- Henry Victor : J. Lester Hammil
- Milburn Stone : Dave Krebs
- Martin Kosleck : Otto King
- Frank Faylen : Pete
- Wally Maher : Cliff Parsons
- Edgar Dearing : Denny
- Sterling Holloway
- Wilfred Lucas : Randall
- George Meeker : Hartley

## Critiques
« Deuxième long métrage tourné aux États-Unis par Jacques Tourneur, cette aventure du fameux Nick Carter, ici incarné par Walter Pidgeon, fera passer un excellent moment aux amateurs de feuilleton policier »

— Télé 7 jours n°1259, du 14 au 20 juillet 1984, p. 35

## Autour du film
MGM a acheté les droits des 1 100 histoires de Nick Carter parues dans les années 1930, dans le but d'en faire une série de films. Cette série, basée en fait sur des scénarios originaux, ne commença qu'en 1939 avec ce film. Les autres films sont "Sky Murder" (1940) de George B. Seitz et "Phantom Raiders" de Jacques Tourneur (1940), toujours avec Walter Pidgeon et Donald Meek
The Cinema of Nightfall, Jacques Tourneur, (en) Chris Fujiwara, The Johns Hopkins University press, 2000, P. 64 - 69